# Boeing L-15 Scout
Boeing L-15 Scout hay YL-15 là một loại máy bay liên lạc cỡ nhỏ, do Boeing chế tạo sau Chiến tranh thế giới II.

## Quốc gia sử dụng
United States
- Lục quân Hoa Kỳ

## Tính năng kỹ chiến thuật (XL-15)
Dữ liệu lấy từ Boeing Aircraft since 1916 
Đặc điểm tổng quát
- Kíp lái: 2
- Chiều dài: 25 ft 3 in (7,70 m)
- Sải cánh: 40 ft 0 in (12,20 m)
- Chiều cao: 8 ft 8½ in (2,65 m)
- Diện tích cánh: 269 ft² (25 m²)
- Trọng lượng rỗng: 1.509 lb (686 kg)
- Trọng lượng có tải: 2.050 lb (932 kg)
- Động cơ: 1 × Lycoming O-290-7, 125 hp (93 kW)

 Hiệu suất bay 
- Vận tốc cực đại: 97 knot (112 mph, 180 km/h)
- Vận tốc hành trình: 88 knot (101 mph, 163 km/h)
- Vận tốc tắt ngưỡng: 30 knot (35mph, 56 km/h)
- Trần bay: 16.400 ft (5.000 m)
- Vận tốc lên cao: 628 ft/phút (3,2 m/s)
- Tải trên cánh: 7,62 lb/ft² (37,3 kg/m²)
- Công suất/trọng lượng: 0,061 hp/lb (0,10 kW/kg)